# وینیل برمید
وینیل برمید (به انگلیسی: Vinyl bromide) با فرمول شیمیایی C۲H۳Br یک ترکیب شیمیایی با شناسه پاب‌کم ۱۱۶۴۱ است. که جرم مولی آن ۱۰۶٫۹۵ g/mol می‌باشد. شکل ظاهری این ترکیب، گاز بی‌رنگ و بی‌بو است.